# Gerard Bruning (beeldhouwer)
Gerard Marie (Gerard) Bruning (Amsterdam, 30 oktober 1930 – Utrecht, 8 februari 1987) was een Nederlandse beeldhouwer, schrijver, graficus, fotograaf en schilder. 

## Leven en werk
Bruning was de zoon van Cecile van Arcken en Henri Bruning (1900-1983), katholiek dichter en essayist. Hij doorliep het gymnasium van het Canisiuscollege in Nijmegen, waarna hij aan de Hogeschool voor de kunsten in Arnhem de opleidingen edelsmeden en, aan de afdeling decoratief en monumentaal, monumentale kunst volgde. 
Na een grote reis vestigde Bruning zich in december 1955 in Cuijk. In 1957 leerde hij Wilna Haffmans (Nijmegen, 1936) kennen, die aan de academie in Arnhem de opleiding beeldhouwen volgde bij Cephas Stauthamer. Met John van de Rest organiseerde Bruning in 1957 een tentoonstelling van Nijmeegse jongeren waarvoor hij Wilna Haffmans uitnodigde. Op de academie hielp hij haar met betongieten. Na haar afstuderen in 1959 trouwden ze. Het echtpaar ging in Cuijk wonen, aan de Stationsstraat bij de kleine sigarenfabriek, waar Gerard sinds november 1957 zijn atelier had ingericht. 
In 1958 kreeg Bruning de Karel de Grote-prijs voor beeldhouwkunst en toegepaste kunst van de gemeente Nijmegen. Hij realiseerde in de loop der jaren vele openbare opdrachten. Zijn Vleugelvormen uit 1983 staat aan Meer en Vaart, Amsterdam. Bij zijn postume tentoonstelling in de Commanderie van Sint-Jan in Nijmegen in 1992 verscheen een monografie over zijn leven en werk.

## Galerie

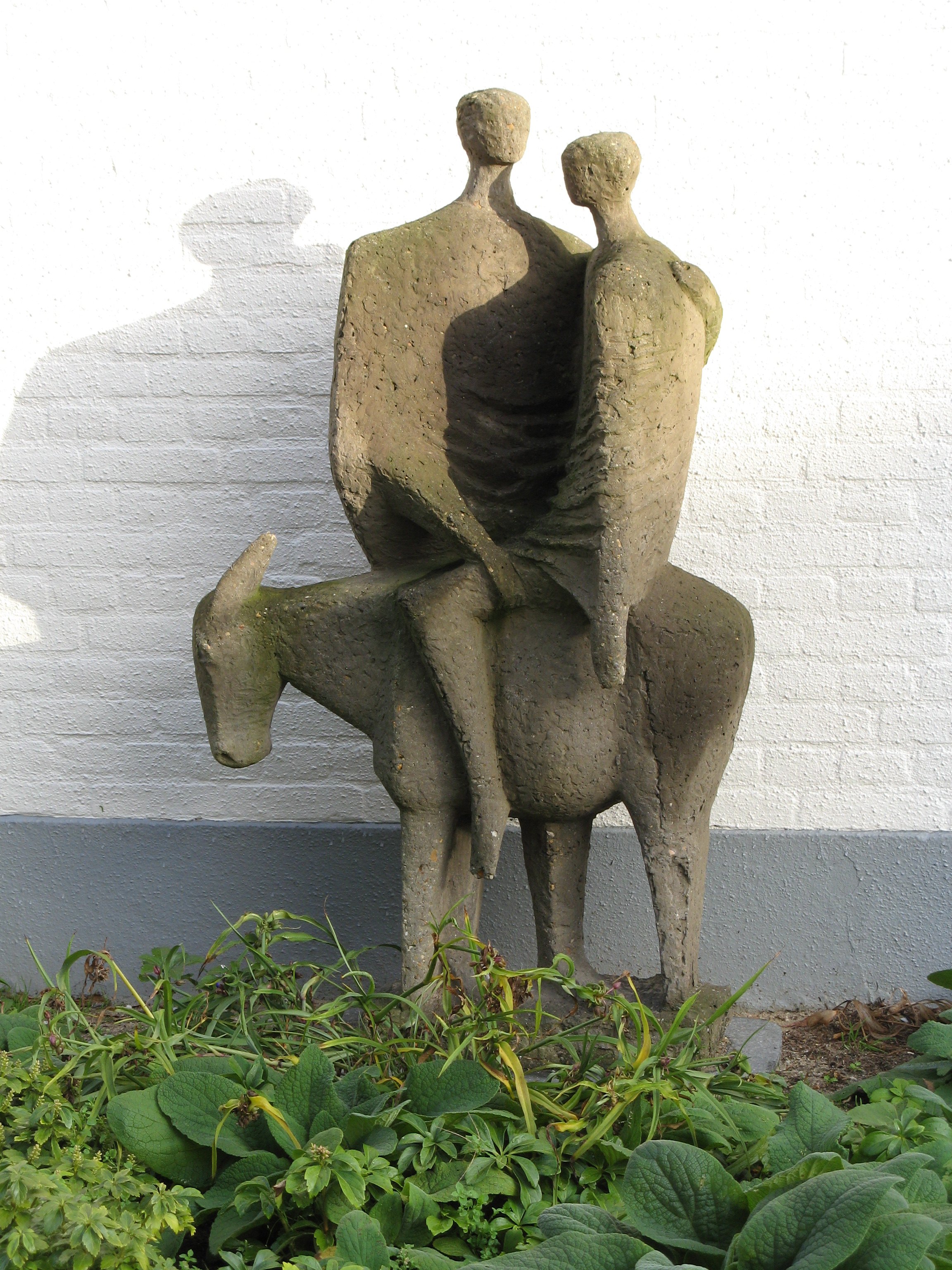
De Barmhartige Samaritaan (1956), Sint Anthonis.
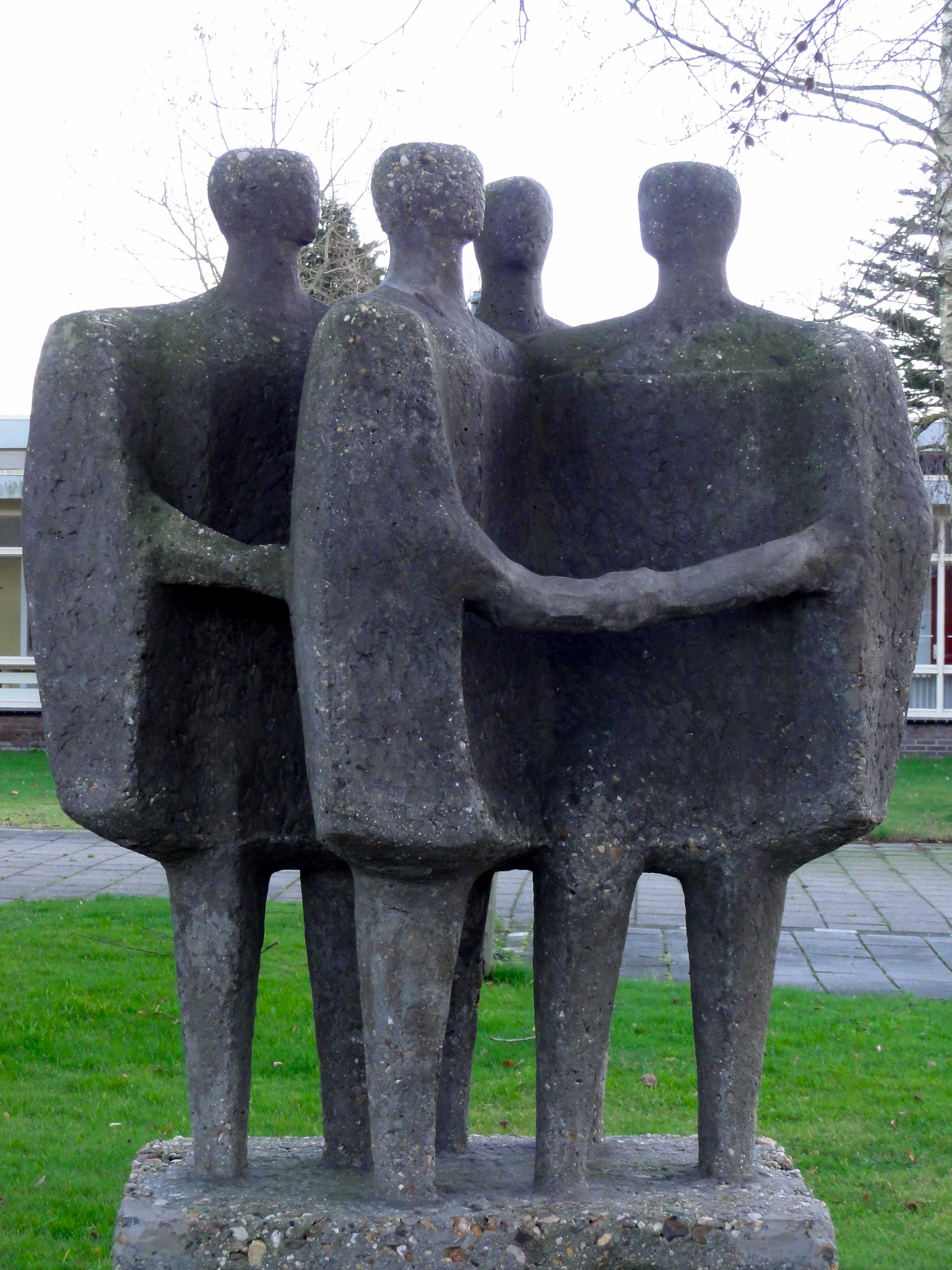
Schouder aan Schouder (1963), Heino
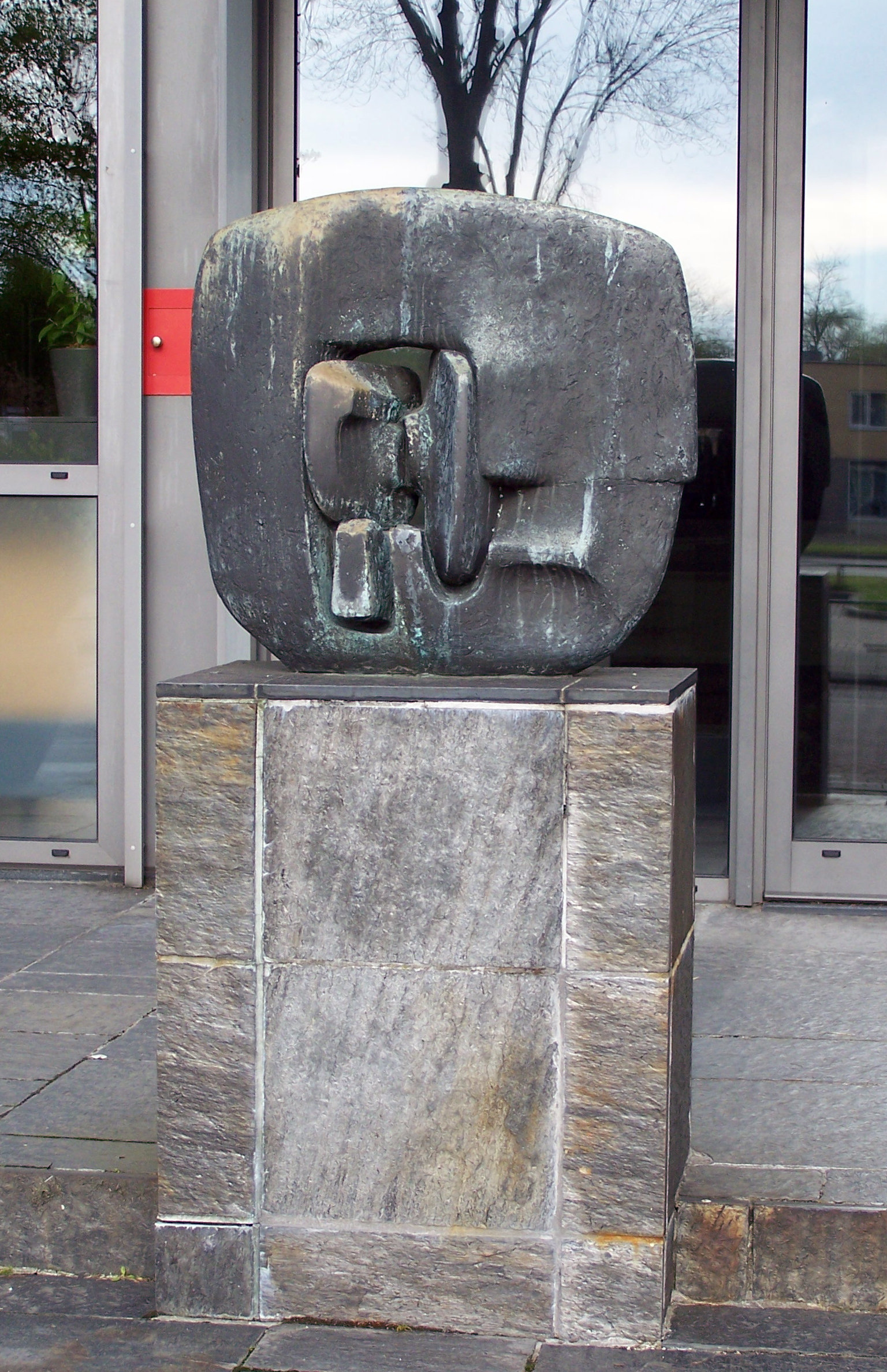
Beeld uit 1975 aan de Europalaan in Utrecht, aangeboden aan de directie van OPG n.a.v. het 75-jarig jubileum van het bedrijf.

## Tentoonstellingen
- 1950: Nijmeegse jongeren, Waag, Nijmegen.
- 1952: Vorm en kleur, Nijmeegse jongeren, meubeltoonzaal De Vrij, Nijmegen.
- 1953: Gerard Bruning, kunsthandel het Geveltje, Eindhoven. Waag, Nijmegen. De Tolbrug met Ted Felen, Den Bosch.
- 1957: Kunstenaars uit Brabant, Stedelijk van Abbemuseum, Eindhoven. Kunstenaars uit Brabant, Stedelijk Museum, Amsterdam.
- 1959: Gerard Bruning en Ton Frencken, Waag, Nijmegen. Zuid-Nederlandse beeldhouwers, Rosarium, Nijmegen.
- 1960: Kunst en ambacht in Brabant, Paleis Raadhuis, Tilburg.
- 1962: Kunst uit Noord-Brabant, Antwerpen. Beeldhouwers uit Brabant, park bij gemeentehuis, Veghel.
- 1963: Kunstenaars uit Brabant, Stedelijk van Abbemuseum, Eindhoven.
- 1964: Kunstenaars uit Brabant, De Beyerd, Breda.
- 1965: Beelden uit Brabant, Hoensbroek. Beelden uit Brabant, Sint-Michielsgestel. Nederlands Centrum Directeuren, jaarbeurs Vredenburg, Utrecht. Beeld beoogt, beoogd beeld, Technische Hogeschool, Eindhoven. Centrum Velp, winkeletalages Hoofdstraat, Velp.
- 1966: Beelden uit Vlaanderen, Limburg en Noord-Brabant, stadswandelpark, Eindhoven. Gerard Bruning, Besiendershuys, Nijmegen. Beelden uit Vlaanderen, Limburg en Noord-Brabant, stadswandelpark, Kerkrade.
- 1967: Gerard Bruning, Kunststichting, Tilburg. Gerard Bruning, Kunstzaal van Stockum, Den Haag.
- 1968: Beeldenroute, Keukenhof, Lisse. "Ik" werken van leden gbk, Waag, Nijmegen.
- 1969: Beeldenroute, Keukenhof, Lisse. Galerie F.J. Cooper, Amsterdam. Tien boven water, Philips Ontspanningscentrum, Eindhoven. Keuze 69, Provinciaal Noordbrabants Museum, Den Bosch. Keuze 69, Technische hogeschool, Eindhoven. GBK 69, Waag, Nijmegen. Beeld 69, Vijf kunstenaars uit Brabant, Boxmeer.
- 1970: Beeldenroute, Keukenhof, Lisse.
- 1971: Biënnale Middelheim, Antwerpen.
- 1972: Gerard Bruning en Geetjan van Oostende, Galerie de Rietstal, Arnhem. Skulptoer Drente. Beeld en passant, Floriade, Amsterdam.
- 1973: Beelden en reliëfs, de Kijkdoos, Bennekom. Tuin en ateliers, Gerard Bruning en Wilna Haffmans, Cuijk.
- 1974: Gerard Bruning, Wilna Haffmans, Theo Elfrink, Woosje Wasser, Schloss Ringenberg, Wesel. 22 Kunstler aus Gelderland, Stadtisches Museum Haus Koekkoek, Kleef. Het Weefhuis, Nuenen. Gerard Bruning, Wilna Haffmans en Helene Bueno, Galerie Wijngaard, Groningen.
- 1975: Beeldhouwers in en om Nijmegen, Nijmeegs Museum Commanderie van Sint-Jan, Nijmegen. Gerard Bruning en Wilna Haffmans, Galerie Balans, Amsterdam.
- 1977: Gerard Bruning en Werner Moonen, Galerie Galjoen, Den Bosch. Beeldenroute, Keukenhof, Lisse. Groepstentoonstelling, Ankara, Turkije, Stichting Beeldende Kunst Amsterdam. Beeld en Tuin, Gerard Bruning en Wilna Haffmans. Vormen van textiel, Kasteel Middachten, de Steeg. Beelden route Leidse bosje, Amsterdam.
- 1978: Beelden naar keuze, Nijmeegs museum Commanderie van Sint-Jan, Nijmegen.
- 1979: Gerard Bruning en Robert Terwindt, Amro Galerij, Amsterdam. Beeld, beelden, kleinplastiek, reizende tentoonstelling Stichting Beeldende Kunst Gelderland.
- 1982: Beeldenpark de Weezenlanden, Provinciehuis, Zwolle. Traditie en experiment, Tien Nederlandse beeldhouwers, Noordbrabants museum, 's-Hertogenbosch. Beelden op de Floriade Amsterdam.
- 1983: Traditie en experiment, Raadhuis, Heerlen. Traditie en experiment, Vleeshal, Haarlem. Gerard Bruning en Maarten Beks, Nieuw Perspectief, Utrecht. Zes kunstenaars, Nieuw Perspectief, Amsterdam.
- 1984: Moderne beeldhouwers, Kasteel Nijenhuis, Heino. Grafiek en plastiek, Galerie Zonneruiter, Schiphol. Beeldenroute, Alphen aan den Rijn. Galerie bij de boeken, Ulft.
- 1985: Twintig Utrechtse kunstenaars, Bestuursgebouw Rijksuniversiteit, Uithof, Utrecht. Galerie fam. Nijmegen. Beelden buiten...binnen de gracht, Kunstmanifestatie, Zeist. Plastiek Gerard Bruning, Stichting beeldende kunst, Arnhem. S.T. Galerie Cheiron, Amsterdam.
- 1986: Beeldentuin Harlow Car Gardens, Harrogate, Groot-Brittannië. Nieuw perspectief, Amsterdam. Atelier expositie, Parkstraat, Utrecht.
- 1988: Achter de blauwe deuren, Heiligenberg 5, Cuijk.
- 1992: Overzichtstentoonstelling Gerard Bruning Nijmeegs Museum Commanderie van Sint-Jan, Nijmegen.